# ريكاردو ماوريسيو مارتينيز
ريكاردو ماوريسيو مارتينيز (بالإسبانية: Ricardo Martínez Trimmer) (9 يناير 1980 بمدينة مكسيكو في المكسيك - ) هو لاعب كرة قدم مكسيكي في مركز الوسط. لعب مع سانتوس لاغونا وكلوب ليون ونادي غوادالاخارا ونادي مونتيري وCruz Azul Hidalgo ‏ ونادي موريليا الرياضي ولوبوس لجامعة بينيمريتا ‏.

## وصلات خارجية
- ريكاردو ماوريسيو مارتينيز على موقع قاعدة بيانات كرة القدم.إي يو (الإنجليزية)
- ريكاردو ماوريسيو مارتينيز على موقع Soccerway.com (الإنجليزية)